# Чемпионат мира по конькобежному спорту 1905

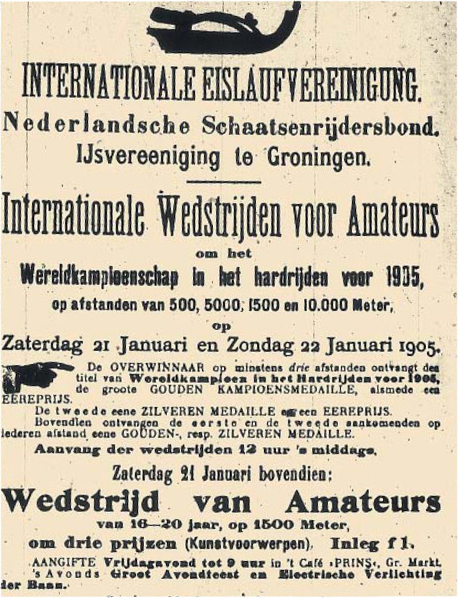
Афиша чемпионата мира по конькобежному спорту 1905 года

Чемпионат мира по конькобежному спорту в классическом многоборье среди мужчин 1905 года прошёл 21-22 января на катке Стадспарк в Гронингене, Нидерланды. Забеги проводились на дистанциях 500, 1500, 5000 и 10 000 метров. В соревнованиях приняли участие 4 спортсмена. Для получения звания чемпиона требовалось победить на трёх дистанциях, серебряная и бронзовая медали не присуждались. Чемпионом мира стал Кун де Конинг, победивший на трёх дистанциях из четырёх.

## Результаты
| Место | Спортсмен         | Страна     | 500 м    | 5000 м      | 1500 м     | 10 000 м    |
| ----- | ----------------- | ---------- | -------- | ----------- | ---------- | ----------- |
| 1     | Кун де Конинг     | Нидерланды | 51,6 (2) | 9.17,6 (1)  | 2.41,0 (1) | 19.16,0 (1) |
| (2)   | Мартинус Лёрдахл  | Норвегия   | 49,8 (1) | 9.57,0 (2)  | 2.46,4 (2) | 21.07,0 (2) |
| NS4   | Ситсе ван де Вард | Нидерланды | 57,6 (3) | 11.20,4 (3) | 3.04,4 (3) | NS          |
| NS3   | G. Bernard        | Нидерланды | NF       | 11.45,2 (4) | NS         |             |

NF = не закончил дистанцию
NS = не вышел на старт на дистанции